# Institut français

Logo des Institut français

Das Institut français (französisch Französisches Institut) bezeichnet zum einen das staatliche Kulturinstitut zur Förderung der französischen Sprache und Kultur, darüber hinaus aber auch die 143 außerhalb Frankreichs befindlichen Einrichtungen, die der Institution angehören. Sie unterstehen dem französischen Außenministerium.

## Geschichte
Das erste Institut français wurde 1907 von Julien Luchaire in Florenz mit Unterstützung der Faculté de lettres der Universität Grenoble gegründet. Diese frühen Institute wurden von Universitäten gefördert; die späteren wurden vom französischen Staat gegründet.
Einige Institute, wie diejenigen in Guinea (Conakry), in Guinea-Bissau (Bissau), in Mosambik (Maputo), in Namibia (Windhoek) und in Niger (Centre Culturel Franco-Nigérien Jean Rouch in Niamey), haben eine binationale Leitung.

## Internationale Zweigstellen
In Deutschland bestehen 13 Institute: in Berlin, Bremen, Dresden, Düsseldorf, Erfurt, Frankfurt am Main,  Hamburg, Köln, Leipzig, Magdeburg, Mainz, München und Stuttgart. Das Stuttgarter Haus eröffnete unter dem Namen Centre d’Etudes Françaises de Stuttgart bereits 1951. 2009 wurde ein übergreifendes Institut Français d’Allemagne gegründet, das die 13 deutschen Instituts français leitet. Hinzu kommen 12 Deutsch-Französische Kulturzentren in Aachen, Bonn, Erlangen, Essen, Freiburg im Breisgau, Hannover, Karlsruhe, Kiel, Mannheim, Rostock, Saarbrücken und Tübingen. Schließlich bestanden im Oktober 2010 rund 130 Sociétés franco-allemandes (französisch-deutsche Gesellschaften). Das Angebot der Institute ist im Einzelnen unterschiedlich; beispielsweise gibt es nicht bei allen eine Bibliothek bzw. Mediathek.
Ähnliche Institute gibt es auch in anderen Städten Europas, darunter Athen, Budapest, Bukarest, Krakau, Lissabon, London, Madrid, Prag, Rom, Sankt Petersburg, Saragossa, Sofia, Thessaloniki, Valencia, Warschau, Wien und Zagreb. Hinzu kommen das eher auf Forschung ausgerichtete Institut français d’études anatoliennes Georges Dumézil in Istanbul, das nach dem französischen Religionswissenschaftler und Soziologen Georges Dumézil benannt ist, und das Institut français d’archéologie orientale in Kairo.
Auch auf den anderen Kontinenten ist das Institut vertreten, wie etwa mit dem Institut franco-chilien - Instituto chileno-francés in Providencia, Santiago de Chile. Zu den Instituten auf dem amerikanischen Kontinent zählt das Institut français d’Amérique Latine in Mexiko-Stadt sowie das Institut français d’études andines in Lima.
In Afrika findet sich neben den Instituts français au Maroc in Agadir, Casablanca, Fès, Marrakesch, Meknès, Oujda, Rabat und Tanger, das Institut français Léopold Sédar Senghor in Dakar, das Institut français de recherche en Afrique in Ibadan und Nairobi sowie das Institut français d’Afrique du Sud in Johannesburg.
In Asien bestehen Einrichtungen wie das Institut français de recherche en Iran in Teheran, das Institut français du Proche-Orient in Damaskus, Beirut und Amman, das Institut français de Pondichéry in Pondichéry oder das Institut français d’études sur l’Asie centrale in Taschkent; Einrichtungen, die auch Forschungsaufgaben übernehmen. In Ostasien schließlich befindet sich das Institut franco-japonais de Tokyo et Yokohama.